# امپلیپوئیس
امپلیپوئیس (به فرانسوی: Amplepuis) یک کمون در فرانسه است که در Canton of Amplepuis واقع شده‌است.

## خصوصیات
امپلیپوئیس ۳۸٫۴۴ کیلومترمربع مساحت و ۵٬۱۸۴ نفر جمعیت دارد و ۴۲۵ متر بالاتر از سطح دریا واقع شده‌است.